# سكيتر هنري
سكيتر هنري (بالإنجليزية: Skeeter Henry)‏ مواليد 8 ديسمبر 1967 في دالاس، هو لاعب كرة سلة أمريكي سابق. يبلغ طوله 6 قدم 7 بوصة (2.0 م). لعب مع فرق عديدة في عدة بلدان مثل جاي دي أيه ديجون، مونبلييه، شوليه باسكت وإس تي بي لو هافر.

## روابط خارجية
- سكيتر هنري على موقع إن بي أي (الإنجليزية)
- سكيتر هنري على موقع سبورتس رفرنس (الإنجليزية)
- سكيتر هنري على موقع الدوري الإسباني لكرة السلة (الإسبانية)
- سكيتر هنري على موقع كرة السلة الأوروبية.كوم (الإنجليزية)
- سكيتر هنري على موقع كلية كرة السلة في سبورتس رفرنس.كوم (الإنجليزية)
- سكيتر هنري على موقع ريلجم (الإنجليزية)
- سكيتر هنري على موقع بروبوليرز (الإنجليزية)
- سكيتر هنري على موقع سبورتس رفرنس (الإنجليزية)